# 제인 맨스필드와 소피아 로렌
1957년, 홍보 스턴트로 유명한 미국 여배우이자 모델인 제인 맨스필드는 이탈리아 여배우 소피아 로렌을 할리우드에 공식적으로 환영하기 위해 파라마운트 픽처스가 주최한 독점적인 로마노프의 식당에서 베벌리 힐스에서 열린 만찬에 참석했다. 로렌이 맨스필드의 가슴을 당혹스럽게 바라보는 두 여성의 사진이 전세계에 배포되었고, 국제적인 센세이션이 되었다.